# Duna–Dráva Nemzeti Park
Az 1990-es évek elején eredetileg Jugoszláviával közösen tervezett nemzeti park a közben bekövetkezett változások miatt nem alakulhatott meg, így a Duna–Dráva Nemzeti Park 1996-ban csak Magyarország területén jött létre.

## Elhelyezkedése
A nemzeti park a Duna Sió-torkolata és az országhatár, valamint a Dráva mentén helyezkedik el. A Duna–Dráva Nemzeti Park 1996-ban jött létre, több, már korábban is védetté nyilvánított terület beolvasztásával. Kiterjedése mintegy 50 000 ha. A nemzeti parkért is felelős Duna–Dráva Nemzeti Park Igazgatóság működési területe kiterjed Baranya és Tolna vármegye teljes területére, Somogy vármegyére a Balaton déli partja kivételével valamint kisebb részben Fejér és Bács-Kiskun vármegyére is. A Dél-Dunántúl legnagyobb része dombság, amelyből szigetként emelkedik ki a Mecsek és a Villányi-hegység. A dombvidéket keletről és délről a Duna és a Dráva hordalékával feltöltött síkságok szegélyezik, így a védelem alatt álló területeken nagyon sokféle élőhely tanulmányozható.

## A nemzeti park területi egységei

### Gemenc

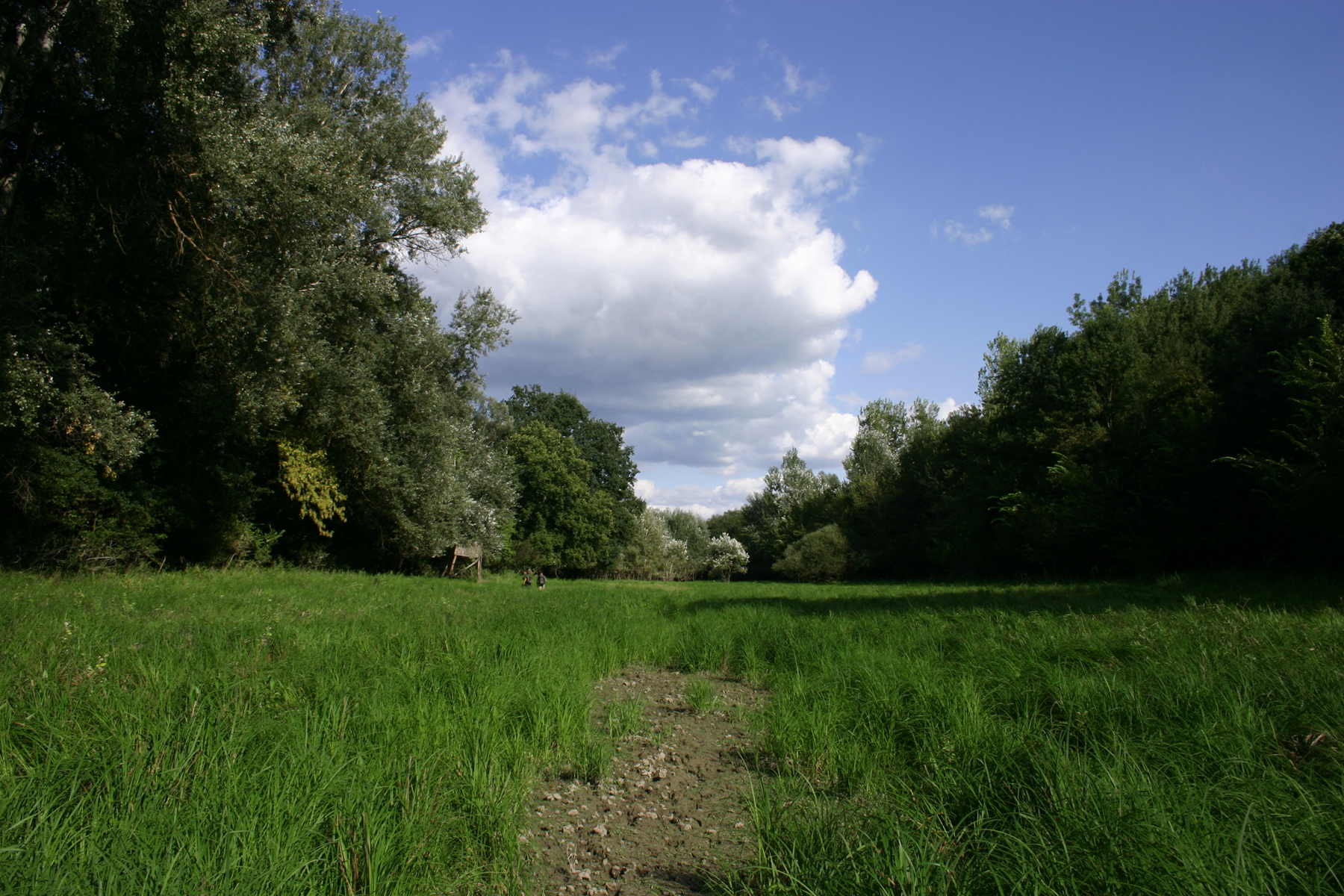
Gemenci táj

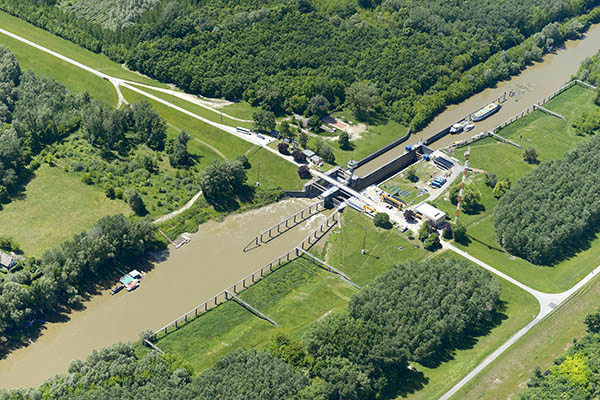
Keselyűsi hajózsilip a Sió-csatrornán, Bogyiszló, Gemenc

Gemenc 1977-ben lett védett terület, eredetileg önálló tájvédelmi körzetként. Ez a terület az ország legnagyobb, zömében erdővel borított ártere, melynek hossza 30 km, szélessége 7 km. Az ártéren a víz az úr, ennek megfelelő a növényzet is: a mélyebb területeken füzek, a magasabbakon nyárfák telepedtek meg, valamint itt él a cserjeszinten a galagonya és a hamvas szeder. Ezek a ligeterdők szinte megközelíthetetlenek, így remek búvóhelyet kínálnak a nagyvadaknak.
A ritkán víz alá kerülő részeken található a ritka fekete galagonya, a tavaszi csillagvirág. Gemenc mélyén szürke gémek, rétisasok, kerecsensólymok és békászó sasok találnak élőhelyet.
A gemenci erdőkben található a Gemenci Állami Erdei Vasút, melyen időszakosan gőzvontatású nosztalgia vonat is közlekedik.
Gemencet világhírűvé az ország legszebb, legértékesebb trófeáit növesztő gímszarvas-állománya tette. Rengeteg az őz és a vaddisznó is.
Gemenc területén szárazodási folyamatot indítottak be az 1810-ben megindult folyószabályozási munkálatok. Bár természetes jelenség volna a holtágak feltöltődése és a szárazodás, a szabályozott meder nem enged lehetőséget új ágak képződésének. Ezért várhatóan 2007-től világbanki támogatással revitalizációs programot valósítanak meg a területen.

### Béda-Karapancsa
A rendkívül értékes növény- és állatállománnyal rendelkező területen, mely két fő részből áll, 1989-ben hoztak létre tájvédelmi körzetet. A bédai rész a Duna jobb partján húzódik, Mohácstól a déli országhatárig. Földrajzilag a Drávaközhöz tartozik. A karapancsai rész a bal parton követi a folyamot és magába foglalja a Karapancsai-halastavat. Ligeterdeiben a kockás liliom, a jerikói lonc és a fürtös gyűrűvirág is előfordul. A mocsárrétek védett növénye a réti iszalag.
A Duna alsó szakasza a rétisasok és a fekete gólyák által legsűrűbben lakott területe az országnak. A Szúnyog-sziget erdeiben holló, kerecsensólyom és rétisas fészkel. A Duna árterein, holtágain hatalmas csapatokban tanyáznak a nagy kócsagok, kis kócsagok, kanalasgémek. Az emlősök közül kiemelkedően értékes a vidra, az áthatolhatatlan erdőkben vadmacska él. A Mohácsi-szigeten található Riha-tó „ramsari” terület, különleges értéke a kis kócsag- és bakcsó-fészkelőtelep, a néhány párban előforduló üstökösréce. A Béda-Karapancsa tájvédelmi körzet határos a szerbiai Felső-Dunamellék Természetvédelmi Rezervátummal és a horvátországi Kopácsi-rét természetvédelmi területtel is ahol a Duna alsó szakaszának további élőhelyei, nagyobb területnyúlványai találhatóak meg.

### Dráva menti síkság
A Dráva menti síkság tulajdonképpen a helyenként 10–15 km széles magyar árteret jelenti. Az árteret holtágak és galériaerdők kísérik. A morotvákban sulyom, rucaöröm, tündérálom és kolokán állományai nőnek. A hazai Dráva- szakasz halban leggazdagabb vizeink egyike. Él itt kecsege, Petényi-márna, lápi póc és réti csík. A kétéltűek közül külön figyelmet érdemel a rendkívül ritka tarajos gőte. A hüllők közül előfordul a kockás sikló, a rézsikló és a mocsári teknős. A partokon költ a kis lile és a billegetőcankó. A jégmadár és a gyurgyalag fészkelőhelye a folyó partfalaiban található. A galériaerdőkben ezrével élnek az énekesmadarak: fülemüle, énekes nádiposzáta, barátposzáta, csilpcsalpfüzike. A térségben tekinthető meg a „kormorános erdő”, mely a kárókatonák tömeges fészkelőtelepe. A nádasok környékén gyakori a hermelin és a menyét. Védett ragadozó a nyuszt és a vadmacska.
Külön színfoltja a területnek a Mattyi Madár Emlékpark, amelynek kopjafái a hazánkban kipusztult madárfajokra emlékeztetnek.

### Barcsi-ősborókás
A terület 1974-ben lett védett Barcsi-ősborókás tájvédelmi körzet néven. Belső-Somogy déli részén gyepekkel, tavakkal, mocsárrétekkel tarkított táj. A borókás kialakulásában az erdőirtás, legeltetés játszotta a főszerepet. Névadó növénye a közönséges boróka. A homoki gyepeken a rovarok képviselői a homokfutrinka, a borókacincér és az ájtatos manó. A búbos banka és a darázsölyv is itt él. Helyenként találkozhatunk rézsiklóval. A pangó vizű élőhelyeken kialakult láperdőkben él a királyharaszt, amely a Kárpát-medencében kizárólag itt található. Ezek az erdők biztosítanak élőhelyet a vízityúknak és a tőkés récének. A láptavak jellemző állatai a szitakötők, a csuka, az aranykárász, fészkel itt kis vöcsök, vörös gém, fekete gólya is.

### Lankóci-erdő
A Lankóci-erdő (Lankóczi-erdő) Gyékényes község határában, attól kelet-délkeletre terül el. Egy 1866-os térképen már szerepel az erdőtől délre az a Lankóczi major, amely miatt használatos vélhetően a Lankóczi-erdő kifejezés is. A harmadik katonai felmérés (1869–1887) térképén Lankóc, Lankóci erdő szerepel, és az 1941-es katonai felmérés térképén is Lankóc-psz. és Lankóci-erdő, de egy 1932-es térképen a major neve Lankóczi major. A hidegháborús időszakban készült 1:25000-es méretarányú katonai térképen a Lankóci-erdő, Lankóci-dűlő, Lankócpuszta (ez már keletebbre helyezkedik el, mint a korábbi) nevek olvashatók. Azonban az egyező nevű Lankóci gátőrház és szivattyúház (ami múzeum és a kéktúra egyik pecsételő pontja) a Gemenci-erdő peremén, Decs külterületén található, vagyis ugyancsak a nemzeti park területén.
A Lankóci-erdő területén ártéri társulások találhatóak. Védett ritkaságai közé tartozik a mocsári kockásliliom, a ligeti csillagvirág, a farkasboroszlán, valamint orchideák. A ligeterdőkben haris fordul elő.

### Zákány-Őrtilos térsége
A területen több olyan növény található, amely az országban máshol nem vagy csak ritkán található. A szurdokvölgyek hűvösebb mikroklímája kedvező életfeltételeket teremt többek között a következő fajok számára: hármaslevelű szellőrózsa, pofók árvacsalán, hegyi zergevirág.